# Oberkommando der Marine
L’Oberkommando der Marine (OKM) était le haut commandement de la Kriegsmarine, la marine de guerre du Troisième Reich.

## Commandement
Pendant la guerre, le poste de commandant en chef de la Marine allemande (Oberbefehlshaber der Kriegsmarine) fut successivement occupé par :
- le Großadmiral Erich Raeder jusqu'au 30 janvier 1943 ;
- le Großadmiral Karl Dönitz du 30 janvier 1943 au 1er mai 1945 ;
- le Generaladmiral Hans-Georg von Friedeburg du 1er au 8 mai 1945, Dönitz ayant été le successeur désigné de Hitler en tant que président du Reich ;
- le Generaladmiral Walter Warzecha du 23 mai au 22 juin 1945.

L’Oberkommando der Marine ne doit pas être confondu avec les Marineoberkommando, les « commandements de zones » de la marine allemande.